# Olympische Sommerspiele 1924/Teilnehmer (Chile)
| Gelbes Symbol für Goldmedaillen mit stilisierten Olympischen Ringen | Graues Symbol für Silbermedaillen mit stilisierten Olympischen Ringen | Braundes Symbol für Bronzemedaillen mit stilisierten Olympischen Ringen |
| ------------------------------------------------------------------- | --------------------------------------------------------------------- | ----------------------------------------------------------------------- |
| —                                                                   | —                                                                     | —                                                                       |

Chile nahm an den Olympischen Sommerspielen 1924 in Paris, Frankreich, mit einer Delegation von 13 Sportlern (allesamt Männer) teil.

## Teilnehmer nach Sportarten

### Boxen
- Carlos Usaveaga
Bantamgewicht: 17. Platz

- Carlos Abarca
Federgewicht: 5. Platz

- Zorobabel Rodríguez
Leichtgewicht: 17. Platz

- Luis Correa
Halbschwergewicht: 17. Platz

### Fechten
- Rafael Fernández
Säbel, Einzel: Vorrunde

### Leichtathletik
- Manuel Plaza
Marathon: 6. Platz

- Alfredo Ugarte
110 Meter Hürden: Vorläufe

- Humberto Lara
400 Meter Hürden: Halbfinale

### Radsport
- Ricardo Bermejo
Sprint: 2. Runde
50 Kilometer: ausgeschieden

- Alejandro Vidal
Sprint: 1. Runde
50 Kilometer: ausgeschieden

- Francisco Juillet
Sprint: 1. Runde
50 Kilometer: ausgeschieden

### Tennis
- Luis Torralva Ponsa
Einzel: 33. Platz
Doppel: 16. Platz

- Domingo Torralva Ponsa
Einzel: 61. Platz
Doppel: 16. Platz